# Her & Him
Her & Him es una película para adultos de 2019, escrita y dirigida por Bella Thorne y protagonizada por Abella Danger y Small Hands.
La película recibió numerosos premios de la industria, incluyendo nominaciones por Mejor Actriz, Mejor Actor, y Mejor guion dramático en la edición 37.º de los Premios AVN en 2020. Fue proyectada en el festival Oldenburg  para después ser publicada en la plataforma premium de Pornhub.

## Trama
Her & Him es un cortometraje narrativo. Small Hands interpreta a un personaje sin nombre que está saliendo con una chica también sin nombre interpretada por Abella Danger. Un día descubre que ella ha estado buscando cómo asesinar a su novio sin pagar ninguna consecuencia. Luego, los dos formarán parte de una retorcida dinámica en el que él intentará averiguar si ella realmente está jugando o no.

## Creación y producción
Her & Him fue la tercera entrada en el Visionaries Director's Club de Pornhub, una serie de películas donde Pornhub invita a directores famosos a "diversificar la producción pornográfica.” Her & Him fue escrita y dirigida por la estrella infantil de Disney Club  Bella Thorne.
Según Bella Thorne, originalmente concibió Her & Him como una película de terror navideña antes de que el proyecto se transformara en una película para adultos.
La película fue producida por Pornhub con la ayuda de los productores, Corey Price, Sami Reinhart y Jen Stein. Toda la música en la película corre a cargo del rapero Mod Sol y ha sido supervisada por Dina Juntila. La película fue filmada por los operadores de cámara Carlos Benavides y Leslie Satterfield, mientras que la directora de cinematografía fue Bianca Butti. La película fue editada por Brennan Pierson y Malgorzata Grzyb.
| Año  | Ceremonia       | Premio                                               | Candidato                   | Resultado |
| ---- | --------------- | ---------------------------------------------------- | --------------------------- | --------- |
| 2019 | Premios Pornhub | Visionary Premio                                     | Bella Thorne                |           |
| 2020 | Premios AVN     | Mejor guion - Drama                                  | Bella Thorne                |           |
| 2020 | Premios AVN     | AVN Premio para Actriz Mejor                         | Abella Danger               |           |
| 2020 | Premios AVN     | AVN Premio para Actor Mejor                          | Small Hands                 |           |
| 2020 | Premios AVN     | Mejor mediometraje                                   | —                           |           |
| 2020 | Premios AVN     | Mejor música                                         | —                           |           |
| 2020 | Premios XBIZ    | Mejor escena de sexo en película de temática erótica | Abella Danger + Small Hands |           |
| 2020 | Premios XBIZ    | Mejor dirección artística                            | —                           |           |
| 2020 | Premios XBIZ    | Mejor música                                         | —                           |           |